# (120405) Svyatylivka
(120405) Svyatylivka est un astéroïde de la ceinture principale.

## Description
(120405) Svyatylivka est un astéroïde de la ceinture principale. Il fut découvert le 24 septembre 2005 à Androuchivka par Oleg Gerashchenko et Y. Ivashchenko. Il présente une orbite caractérisée par un demi-grand axe de 2,81 UA, une excentricité de 0,15 et une inclinaison de 7,5° par rapport à l'écliptique.

## Compléments